# 2006년 전국체육대회
제87회 전국체육대회는 2006년 10월 17일부터 2006년 10월 23일까지 경상북도 일원에서 개최되었다.
전국체육대회 주관방송사로 KBS가 선정되었으며, 트라이애슬론 종목을 철인3종으로 명칭을 변경하였다.

## 개요
- 대회명칭 : 제87회 전국체육대회
- 개최기간 : 2006년 10월 17일 ~ 2006년 10월 23일
- 개최지 : 경상북도 (주개최지 : 김천시)
- 구호 : 힘차게 미래로! 하나되어 세계로!
- 참가인원 : 18,314명
- 종별 : 일반부, 대학부, 고등부
- 마스코트 : 뚝심이

## 종목

### 정식종목
- 육상, 수영, 축구, 야구, 테니스, 정구, 농구, 배구, 탁구, 핸드볼, 럭비, 사이클, 복싱, 레슬링, 역도, 씨름, 유도, 검도, 궁도, 양궁, 사격, 승마, 체조, 하키, 펜싱, 배드민턴, 태권도, 조정, 볼링, 롤러, 요트, 근대5종, 카누, 골프, 보디빌딩, 우슈, 수중, 세팍타크로, 소프트볼, 철인3종, 스쿼시

### 동호인 참가종목
- 공수도, 궁도, 바둑, 검도, 소프트볼, 복싱, 당구, 수상스키, 산악, 양궁, 세팍타크로, 육상(마라톤)

## 종합순위
- 시도별 득점 순위

1. 경기 : 75,842
2. 경북 : 69,553
3. 서울 : 65,277
4. 충남 : 42,111
5. 부산 : 41,748
6. 경남 : 41,330
7. 강원 : 41,279
8. 전남 : 37,780
9. 대구 : 37,054
10. 인천 : 36,730
11. 대전 : 34,947
12. 전북 : 32,798
13. 충북 : 31,120
14. 광주 : 29,349
15. 울산 : 22,174
16. 제주 : 10,844

### 최우수 선수상
최우수 선수상은 한국체육기자연맹 기자단의 투표로 결정된다.
- 최우수 선수상(MVP) : 김덕현 (광주광역시/육상)